# Veronica ligustrifolia
Veronica ligustrifolia är en grobladsväxtart som beskrevs av Allan Cunningham. Veronica ligustrifolia ingår i släktet veronikor, och familjen grobladsväxter. Inga underarter finns listade i Catalogue of Life.